# Nestori Toivonen
Nestor Kallenpoika „Nestori“ Toivonen (* 25. März 1865 in Kuorevesi; † 6. April 1927 in Sakkola) war ein finnischer Sportschütze.
Bei den Olympischen Sommerspielen 1912 gewann er zwei Bronzemedaillen, eine davon im Bewerb Laufender Hirsch 100 m Einzelschuss und eine in der gleichen Disziplin mit der Mannschaft. 1920 erhielt er bei den Olympischen Sommerspielen in Antwerpen eine Silbermedaille im Bewerb Laufender Hirsch Einzelschuss Mannschaft. Zusätzlich erreichte er im Mannschaftswettbewerb den dritten Platz beim Laufenden Hirsch Doppelschuss.
Toivonen starb im April 1927 in der finnischen Stadt Sakkola, die nach dem Zweiten Weltkrieg 1944 an Russland fiel und in Gromowo umbenannt wurde.